# Paus Martinus V
Martinus V, geboren als Oddone Colonna (Genazzano, 1368 – Rome, 20 februari 1431), was paus van 11 november 1417 tot aan zijn dood in 1431. Hij werd pas tot paus verkozen na de dood van zijn voorganger paus Gregorius XII, die was afgetreden op 4 juli 1415 tijdens het Concilie van Konstanz (1414-1418). Hij werd de eerste erkende paus na het Westers Schisma.

## Biografie
Oddone was de zoon van Agapito Colonna en Caterina Conti. De Colonna familie was een invloedrijke adellijke familie in de stad Rome, die in het verleden al meerdere kardinalen had voortgebracht, maar nog geen paus.
Na zijn studie aan de universiteit van Perugia vervulde hij diverse kerkelijke functies onder de pausen Urbanus VI, Bonifatius IX en Innocentius VII. Op 12 juni 1402 werd hij verheven tot kardinaal-diaken van de San Giorgio in Velabro.
Als deelnemer aan het conclaaf van 1406 had ook hij zijn stem uitgebracht voor paus Gregorius XII, maar besloot zich daarna aan te sluiten bij de kardinalen die een einde wilden maken aan het Westers Schisma en daarbij de zittende paus en tegenpaus wilden afzetten.

### Concilies te Pisa en Konstanz
Tijdens beide conclaven te Pisa in 1409 (tegenpaus Alexander V) en 1410 (tegenpaus Johannes XXIII) was Colonna aanwezig.
Tijdens het Concilie van Konstanz (1414-1418), dat een einde maakte aan het Schisma, vond een van de opmerkelijkste conclaven in de kerkgeschiedenis plaats.
| Benoemd door:                  | Benoemd door:                  | Benoemd door:     | Benoemd door:            | Benoemd door:       | Benoemd door:       |
| Paus                           | Paus                           | Paus              | Tegenpaus                | Tegenpaus           | Tegenpaus           |
| Urbanus VI                     | Innocentius VII                | Gregorius XII     | Clemens VII              | Benedictus XIII     | Johannes XXIII      |
| ------------------------------ | ------------------------------ | ----------------- | ------------------------ | ------------------- | ------------------- |
| Angelo de Sommariva            | Giordano Orsini                | Antonio Corarro   | Amedeo de Saluzzo        | Antonio de Challant | Francesco Lando     |
| Ludovico de Flisco             | Oddone Colonna                 | Giovanni Dominici | Jean Allarmet de Brogny  |                     | Lucido de' Conti    |
| Rinaldo Brancaccio             |                                | Gabriel Condulmer | Pedro Fernández de Frías |                     | Guillaume Fillastre |
|                                |                                | Angelo Barbarigo  |                          |                     | Alamanno Adimari    |
|                                |                                |                   | Prelaten (per land 6):   |                     | Antonio Panciera    |
|                                |                                |                   | Engeland                 |                     | Pierre de Foix      |
| Kardinalen naar nationaliteit: | Kardinalen naar nationaliteit: |                   | Frankrijk                |                     | Branda Castiglione  |
| Italiaanse                     | 15                             |                   | Spanje                   |                     | Simon de Cramaud    |
| Franse                         | 7                              |                   | Italië                   |                     | Pierre d'Ailly      |
| Spaanse                        | 1                              |                   | Duitsland                |                     | Tommaso Brancaccio  |

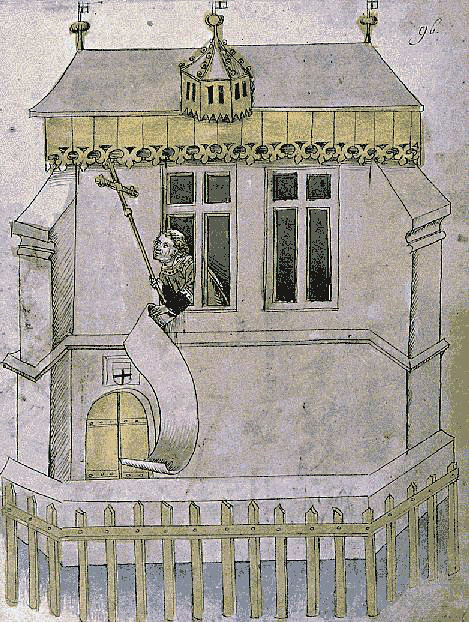
Habemus Papam

Naast de kardinalen waren ook prelaten aanwezig namens de regeringen van de verschillende landen in Europa die toezagen op het verloop van het conclaaf. Na drie dagen werd Oddone Colonna op 11 november 1417 gekozen. Hij nam de naam Martinus aan ter ere van de heilige Maarten van Tours, patroonheilige van de stad Tours en wiens naamdag viel op 11 november. Omdat Martinus slechts subdiaken was, volgde eerst zijn wijdingen tot priester en bisschop, waarna hij op 21 november gekroond werd tot paus in Konstanz.
Ondanks de afzetting van de beide tegenpausen Benedictus XIII en Johannes XXIII ondervond Martinus toch nog enige tegenwerking van die kant. Uiteindelijk kwam hier een einde aan, doordat de aanhang van Benedictus XIII aanzienlijk geslonken was (hijzelf leed een teruggetrokken leven in Spanje), en Johannes XXIII zich onderwierp aan de macht van Martinus V, die hem als dank tot deken van het College van Kardinalen aanstelde en hem verhief tot kardinaal-bisschop van Frascati.
Na de dood van Benedictus XIII stond opnieuw een tegenpaus op, Clemens VIII, die zich in 1429 echter ook zou onderwerpen aan Martinus. Een andere opvolger, Benedictus XIV, was slechts door één (pseudo)kardinaal gekozen en werd door Martinus geëxcommuniceerd.
Na de sluiting van het Concilie van Konstanz op 22 april 1418 verbleef Martinus nog enige tijd in Konstanz, waar hij met diverse landen concordaten afsloot. Verzoeken van de Duitse en Franse vorsten om de pauselijke zetel respectievelijk te Duitsland of Avignon te vestigen, werden door de paus niet gehonoreerd en op 15 mei 1418 reisde hij weer af naar Rome.

### Rome
Rome verkeerde echter in een deplorabele staat; vele verwoestingen, hongersnood en ziektes hadden het inwonertal sterk teruggebracht. Hierop besloot Martinus niet direct terug te keren, maar eerst steun te vergaren voor de opbouw van Rome. Zijn eerste toenaderingspoging was met de koningin van Napels, Johanna II van Napels, aan wie hij de belofte deed haar te laten kronen en te erkennen als zij de Napolitaanse troepen uit Rome zou terugtrekken. Dit gebeurde ook door toedoen van de minnaar van Johanna II, Giovanni Caràcciolo die onderhandelde in naam van Johanna II. De Romeinse gebieden werden in leen gegeven aan de twee broers van de paus, Giordano en Lorenzo.
Ook Florence schoot de paus te hulp. Met hulp van hun condottiere Bracco di Montone, die als tegenprestatie vicaris van de kerk werd, werden de pauselijke gebieden heroverd, waaronder de stad Bologna.
Eenmaal in Rome verordonneerde Martinus de heropbouw van de stad en liet de vervallen kerken,paleizen, bruggen, aquaducten en andere publieke werken opknappen met behulp van Toscaanse architecten en kunstenaars, waaronder Pisanello, Masaccio en Lorenzo Ghiberti. Ook werd aandacht geschonken aan de rest van de pauselijke gebieden, die hij stevig onder zijn bestuur bracht in samenwerking met zijn familieleden, die daarvoor belangrijke wereldlijke en kerkelijke beloningen ontvingen.
Volgend op het Westers Schisma was de periode van het conciliarisme aangebroken, een periode waarin de kardinalen eisten, dat de paus iedere 5 jaar een algemeen concilie zou bijeenroepen. Het eerste concilie werd bijeengeroepen in april 1423 te Pavia, maar werd verplaatst naar Siena vanwege een uitbraak van de pest. Door de geringe belangstelling werd het concilie al op 26 februari 1424 ontbonden, waarbij Martinus verzekerde, dat het volgende concilie in 1431 te Bazel zou plaatsvinden, waaraan hij overigens zelf niet meer zou deelnemen door zijn overlijden.
Hoewel het accent van zijn pontificaat lag op wereldlijke zaken, heeft Martinus V ook geprobeerd enige misstanden binnen de kerk op te lossen, overigens met weinig succes. Een van zijn beoogde hervormingen was de uitsluiting van de wereldlijke macht op de benoemingen binnen de kerk, voornamelijk die van Frankrijk.
In 1418 werd Martinus V benaderd door een Joodse delegatie om op te treden tegen de door de tegenpaus Benedictus XIII uitgevaardigde maatregelen tegen de Joden. De paus zegde toe zich uit te laten over de misstanden, waarbij hij de pogroms en aanklachten wegen rituele moorden verbood. Het effect was echter zeer beperkt.
Een andere kwestie was zijn poging op te treden tegen diverse hervormingsbewegingen, zoals de lollarden en de hussieten. In een bul van 1 maart 1420 riep hij op tot een kruistocht tegen de hussieten en schonk hij een aflaat voor alle zonden die daarbij zouden worden begaan. Het jaar voordien waren in Bohemen de Hussietenoorlogen uitgebroken. De bul was bedoeld ter ondersteuning van keizer Sigismund, wiens troepen vergezeld werden door pauselijke legaten. In 1428 werden postuum de stoffelijke resten van John Wyclif verbrand en de as in de rivier de Swift verstrooid.
Een poging om de Grieks-orthodoxe Kerk weer onder de hoede van Rome te brengen zou worden voortgezet onder zijn opvolger, Eugenius IV.

#### Consistories
Tijdens zijn pontificaat creëerde Martinus V 17 nieuwe kardinalen. Enkele benoemingen vonden plaats zonder dat de naam aanvankelijk werd gepubliceerd. Deze benoemingen werden aanvankelijk aangezien als de eerste in pectore benoemingen; Martinus’ benoemingen waren echter ook bekend bij de kandidaten zelf. Pas onder paus Paus Paulus III zouden de eerste echte in pectore benoemingen plaatsvinden.
Meest opmerkelijke kardinaalsbenoemingen waren:
- Baldassare Cossa: voormalig tegenpaus Johannes XXIII
- Louis Aleman: hij zou tijdens het Concilie van Bazel stelling nemen tegen de toen zittende paus Eugenius IV. Hij was ook de kardinaal die de tegenpaus Felix V zou kronen. Na geëxcommuniceerd te zijn door Eugenius IV werd hij door paus Nicolaas V weer gerehabiliteerd. Door paus Clemens VII werd hij in 1527 zalig verklaard
- Niccolò Albergati: zalig verklaard door paus Benedictus XIV op 6 oktober 1741

## Martinus V en de Nederlanden
Op 9 december 1425 stichtte Martinus met de pauselijke bul Sapientiae Immarcessibilis de Universiteit Leuven (“Studium Generale Lovaniense”). Hiermee werd zij de oudste universiteit in de Nederlanden, die overigens in het jaar 1797 definitief werd afgeschaft. In de bul vermeldde Martinus V: “De studiën dragen bij tot de uitbreiding van het Rijk Gods en tot de verspreiding van het geloof; zij geven aan de strijdende Kerk de leiders die Kerk en Staat besturen voor het grootste heil van de zielen; zij verstevigen rust en vrede en ze verhogen de voorspoed bij al de klassen van de maatschappij”.
Een conflict met Martinus ontstond aangaande de opvolging van de bisschop van Utrecht. Na de dood van bisschop Frederik van Blankenheim wees het Utrechtse kapittel Rudolf van Diepholt aan als zijn opvolger, een keuze die door de paus niet werd geaccepteerd. Hierop werd Rhabanus van Helmstatt op 7 juni 1424 benoemd, die zich echter al snel terugtrok uit angst voor vijandigheden, waarop Zweder van Culemborg op 6 februari 1425 door de paus werd aangesteld als de nieuwe bisschop. In 1426 werd van Culemborg echter de stad uitgejaagd, waarop Martinus reageerde met het in de ban doen van Rudolf van Diepholt. Pas onder Martinus’ opvolger, paus Eugenius IV, zou een einde aan het conflict komen en werd Rudolf van Diepholt erkend als bisschop van Utrecht.

## Overlijden
Martinus V stierf aan een beroerte op 20 februari 1431 en werd begraven in de Sint-Jan van Lateranen. Zijn grafmonument werd vervaardigd door een leerling van Donatello, Simone Ghini. Op zijn graf staat de tekst “temporum suorum felicitas”, het geluk van zijn tijd.
Hij werd opgevolgd door Eugenius IV.

## Kerkelijke functies
| Positie                                     | Data                    |
| ------------------------------------------- | ----------------------- |
| Apostolisch Protonotaris                    |                         |
| Bisschop van Urbino (nooit gewijd)          | 1380 - 1409             |
| Administrateur van Palestrina               | 15 december 1401 - 1405 |
| Kardinaal-diaken van San Giorgio in Velabro | 12 juni 1405            |
| Aartspriester van de Sint-Jan van Lateranen | 1412                    |
| Tot priester gewijd                         | 13 november 1417        |
| Tot bisschop gewijd                         | 14 november 1417        |

Cursief: tegenpaus